# Vozel (astronomija)
Vôzel se v astronomiji in astrodinamiki imenuje vsako izmed dveh presečišč tira nebesnega telesa z izbrano referenčno ravnino (običajno je to ekliptika). Tir nebesnega telesa mora biti nagnjen na referenčno ravnino. Če ni nagnjen, potem nima vozlov.
Kot referenčno ravnino se lahko vzame:
- ekvator Zemlje za geocentične tirnice. Kadar je naklon tira 0 º, se tir imenuje ekvatorialni
- ekliptika za heliocentrične tire. Kadar tir ni nagnjen, se imenuje ekliptični.
- za tire zunaj Osončja in zvezdnega sistema (npr. za dvojne zvezde) se uporablja tangencialna ravnina na nebesno kroglo v točki lege izbrane zvezde (če je možno, se vzame svetlejšo zvezdo; če pa to ni možno, jo določi odkritelj). Izbrana zvezda se imenuje ‘primarna’, druga pa je ‘sekundarna’.

Če se zna ločiti smer prehoda iz ene strani referenčne ravnine na drugo stran, potem se lahko loči oba vozla med seboj. Tako se dobi dva vozla :
- dvižni vozel je tisti vozel, pri katerem nebesno telo preide referenčno ravnino v smeri proti severu. Imenuje se tudi severni vozel.
- spustni vozel je tisti vozel, pri katerem nebesno telo preide referenčno ravnino v smeri proti jugu. Imenuje se tudi južni vozel.

Dvižni vozel se označuje z ☊ (Unicode: U+260A) , spustni vozel pa z ☋ (Unicode: U+260B).
Takšen način določanja dvižnega in spustnega vozla ni uporaben pri tirih dvojnih zvezd zunaj Osončja. Tam se izbere ‘primarna’ in sekundarna’ zvezda in določi se smer gibanja zvezd. Dvižni vozel je tam, kjer se sekundarna zvezda pri sekanju referenčne ravnine giblje proč od opazovalca. Spustni vozel pa je tam, kjer se sekundarna zvezda pri sekanju referenčne ravnine giblje proti opazovalcu.
Črta, ki poteka po presečišču obeh ravnin in povezuje oba vozla, se imenuje vozelna črta (vozliščnica, vozliščna črta).
Lega dvižnega vozla se uporablja kot eden izmed elementov tirnice s katerimi se opiše lego in hitrost nebesnega telesa. Imenuje se dolžina dvižnega vozla.